# Micromus falcatus
Micromus falcatus är en insektsart som först beskrevs av Elwood C. Zimmerman 1957.  Micromus falcatus ingår i släktet Micromus och familjen florsländor. Inga underarter finns listade i Catalogue of Life.